# 茅坪镇 (湄潭县)
茅坪镇，是中华人民共和国贵州省遵义市湄潭县下辖的一个乡镇级行政单位。

## 行政区划
茅坪镇下辖以下地区：
茅坪社区、桂花村、土槽村和地关村。

## 中国传统村落
2013年8月，平顺坝被评为第二批中国传统村落。